# Evžen II. z Toleda
Evžen II. z Toleda († v listopadu roku 657) zvaný též Evžen Mladší byl latinský církevní otec, teolog a arcibiskup v Toledu. Katolická církev jej uctívá jako světce.

## Život
Narodil se v Toledu v rodině hispánských vizigótů. Vzdělání se mu dostalo v klášteře v Angli, kde byl žákem Eladia Toledského. Stal se mnichem v Zaragoze, později se vrátil jako arcijáhen do Toleda. Zde se stal po čase biskupem a v tomto úřadě setrval až do své smrti. Zemřel někdy v průběhu měsíce listopadu roku 657.